# Kelebijsko jezero
Kelebijsko jezero je maleno jezero u Vojvodini, Srbija.
Povijesni ga zemljovidi bilježe pod latinskim imenom Lacusa jev Arundine (Trščano jezero).

## Zemljopisne osobine
Upravno pripada općini Subotica.
Nalazi se u velikoj depresiji. 
Južno od jezera je praporni brježuljak i livada. Livada je ostatak jedne od posljednjih ostataka nekadašnje ravničarsko-stepske vegatacije.
Površine je 0,6 km2. 1990-ih je skoro sasvim isušeno, kao posljedica reguliranja vodenih puteva. Zbog čega je danas ugroženo. Gubi vodu pa je bliže statusu rita, nego jezera. Pretpostavlja se da su bageri kad su kopali probušili prirodno korito te da voda nekamo otječe, no nije poznato kamo. Prosječne je dubine od 0,5 metara.
Najstarije je vodeno tijelo subotičke okolice. Do 19. stoljeća bilo je stalnije od Ludaškog jezera i rijetko je presušivalo. Bilo je iznenađujuće stalne vodne mase, iako se nalazi na najvišoj točki Telečke visoravni - 25 metara iznad Palićkog jezera.
Zbog neracionalnog trošenja vode iz ovog jezera jezero je presušilo ljeta 1988. godine. Neracionalno navodnjavanje voćnjaka Peščare koji se nalaze okolo funkcioniralo je dok je bilo kiša. Izostanak kiše smanjio je razinu vode. Ni njegove podzemne vode koje su njegov glavni izvor nisu pristigle zbog suše. Do pomora riba nije došlo, zbog pravovremene reakcije mještana s okolnih salaša i ribolovaca.

## Flora i fauna
Krajem '70-ih godina i početkom '80-ih godina XX. st. se na Kelebijskom jezeru gnijezdila čaplja (Ardea purpurea), a nekad prije i brojne vrste ptica močvarica. Proučavao ih je poznati ornitolog Richárd Csornai. Na ostatcima ostataka nekadašnje stepe na livadi južno od jezera još se može naći divlji zvončić Campanula glomerata.
Floru je ugrozila promjena u agraru. Propadanjem salaša i ekstenzivnog stočarstva, preorane su livade koja su bila mjestom ispaše velikih stada. Do preoravanja velikog ispašnog mjesta za stoku, Kelebijskog jaroškog pašnjaka koji se nalazio pored jezera, ovdje je živjela strogo zaštićena vrsta tekunica Citellus citellus, a zabilježeni su i hermelin i vidra. Floru ovog jezera proučavao je poznati subotički biolog Béla Sturz.
Poznati povjesničar koji se bavio Suboticom István Iványi zabilježio je da je jezero u svoje vrijeme bilo duboko 2 m i da je štuka bilo u izobilju. Kasnije su brojni bili karasi. Trska s Kelebijskog jezera bila je tako visoke kakvoće da se sječa iste oporezovala, a bilo ju je toliko mnogo da je bila izvorom prihoda poduzetnicima koji su ju kosili.

## Vanjske poveznice
- (srp.) Subotičke  Arhivirana inačica izvorne stranice od 30. ožujka 2009. (Wayback Machine) Palić, Ludoš, Kelebija - jezera ili bare? : Nesporazumi oko statusa jezera, 8. svibnja 2008.
- (srp.) Subotičke[neaktivna poveznica] Palić, Ludoš, Kelebija - jezera ili bare? : Ludaško jezero je u stvari bara, 16. svibnja 2008.
- (srp.) Subotičke  Arhivirana inačica izvorne stranice od 6. lipnja 2008. (Wayback Machine) Palić, Ludoš, Kelebija - jezera ili bare? : Kako je izgubljena vlast nad vodama, 22. svibnja 2008.